# 布雷讷河畔韦尔努
布雷讷河畔韦尔努（法語：Vernou-sur-Brenne，法語發音：[vɛʁnu syʁ bʁɛn] ⓘ）是法国安德尔-卢瓦尔省的一个市镇，位于该省中东部，卢瓦尔河以北，属于图尔区。

## 地理
布雷讷河畔韦尔努（47°25'16"N, 0°50'44"E）面积25.91 平方千米，位于法国中央-卢瓦尔河谷大区安德尔-卢瓦尔省，该省份为法国中西部省份，北起萨尔特省、东北接卢瓦-谢尔省，东南接安德尔省，南至维埃纳省，西临曼恩-卢瓦尔省。
与布雷讷河畔韦尔努接壤的市镇（或旧市镇、城区）包括：尚赛、莫奈、卢瓦尔河畔蒙卢伊、努瓦宰、勒尼、武夫赖。
布雷讷河畔韦尔努的时区为UTC+01:00、UTC+02:00（夏令时）。

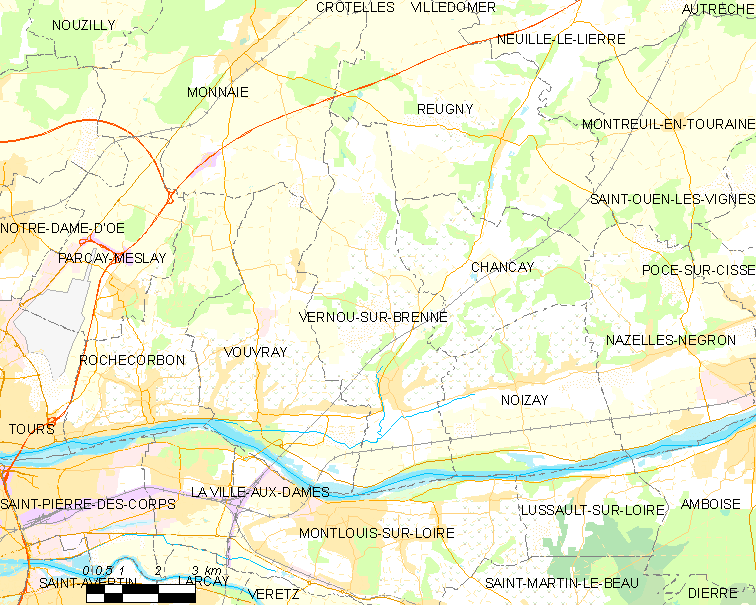
布雷讷河畔韦尔努的OSM定位图

## 行政
布雷讷河畔韦尔努的邮政编码为37210，INSEE市镇编码为37270。

## 政治
布雷讷河畔韦尔努所属的省级选区为武夫赖县。

## 人口

1962-2008年间布雷讷河畔韦尔努人口变化图示

布雷讷河畔韦尔努于2022年1月1日时的人口数量为2871人。